# Bernardo Antonio de' Medici

Stemma dei Medici

Bernardo Antonio de' Medici (1476 – 1552) è stato un vescovo cattolico e ambasciatore italiano ed è considerato uno dei più autorevoli ambasciatori di Cosimo I de' Medici, duca di Toscana.

## Biografia
Era figlio di Antonio e di Selvaggia di Felice del Beccuto, fu vescovo di Forlì dal 1528 fino al 1551, sicché spesso nelle fonti è citato solo come "il Vescovo di Forlì". Il 23 ottobre 1551 fu trasferito alla diocesi di Cassano.
Cosimo I de' Medici lo incaricò, nel 1537, della delicata missione di ottenere da Carlo V d'Asburgo la conferma della propria successione al Ducato, dopo la morte di Alessandro.
Lo stesso anno, fu inviato in Francia ed a Genova. Nel 1539 fu ambasciatore a Napoli. Nel 1540, fu uno dei fondatori dell'Accademia degli Umidi.
Bernardo fu inviato anche in Francia, dal re Francesco I nel 1544-1545, e di nuovo da Carlo V nel 1547, presso cui rimase fino al 1551.
Inviato di nuovo da Carlo V nel 1552, proprio quell'anno morì.

## Genealogia episcopale
La genealogia episcopale è:
- Arcivescovo Gabriele Mascioli, O.E.S.A.
- Vescovo Bernardo Antonio de' Medici